# Glaciers de la Vanoise
Les glaciers de la Vanoise sont un champ de glace de France situé en Savoie, dans le massif de la Vanoise, au cœur du parc national de la Vanoise, entre le col de la Vanoise au nord et la dent Parrachée au sud, au sud-est de Pralognan-la-Vanoise et au nord-ouest de Termignon,.

## Géographie
Les glaciers de la Vanoise forment une large étendue de glace de plus de dix kilomètres de longueur pour environ deux kilomètres de largeur au cœur du parc national de la Vanoise, au sud du col de la Vanoise et de la Grande Casse et au nord de la Maurienne. Les différentes langues glaciaires qui s'en détachent en bordure portent des noms distincts, bien que le tout forme un ensemble continu. Dans le sens horaire depuis le nord, les langues glaciaires qui s'individualisent sont :
- le glacier de l'Arcelin ;
- le glacier de la Réchasse ;
- le glacier de la Roche Ferran ;
- le glacier du Pelve ;
- le glacier du Dôme de Chasseforêt ;
- le glacier de l'Arpont ;
- le glacier de la Mahure ;
- le glacier de Rosoire ;
- le glacier du Génépy ;
- le glacier des Sonnailles ;
- le glacier du Grand Marchet ;
- le glacier du Dard.

D'autres petits glaciers périphériques ne sont pas reliés à la calotte principale : le glacier de la Belle Place sur l'ubac de la dent Parrachée, le glacier de Labby sur l'adret de la pointe de Labby et le glacier des Nants sur l'ubac du dôme des Nants. Le glacier du Coin du Govard sur l'adret de la dent Parrachée a totalement fondu et le glacier de la Réchasse s'est individualisé du reste de la calotte glaciaire en se cantonnant à l'ubac de la pointe de la Réchasse.
Aux abords du plateau glaciaire se trouvent quelques pitons rocheux, dont le mont Pelve (3 312 m), la pointe du Dard (3 204 m), la Grande aiguille de l'Arcellin (2 761 m), la pointe de la Réchasse (3 212 m) et la dent Parrachée (3 695 m). Le plateau glaciaire lui-même présente des sommets arrondis (« dômes ») comme le dôme des Nants (3 562 m), le dôme de Chasseforêt (3 586 m) et le dôme des Sonnailles (3 361 m). Le point culminant est formé par le dôme de l'Arpont (3 599 m). Le sommet le plus élevé des environs est la dent Parrachée, qui culmine à 3 695 mètres d'altitude au sud des glaciers. Au sud du glacier de l'Arpont, le plateau glaciaire se rétrécit le long d'une crête, les dômes du Génépy (3 577 m).
La grande ville la plus proche est Modane, à 17 km au sud-ouest en Maurienne, Aussois se trouve au sud et Termignon au sud-est ; Pralognan-la-Vanoise se trouve au nord-ouest dans la vallée de la Tarentaise.
Les glaciers de la Vanoise jalonnent le parcours du Tour des Glaciers de la Vanoise, un itinéraire de randonnée qui permet d'en faire le tour en quatre à sept jours,.

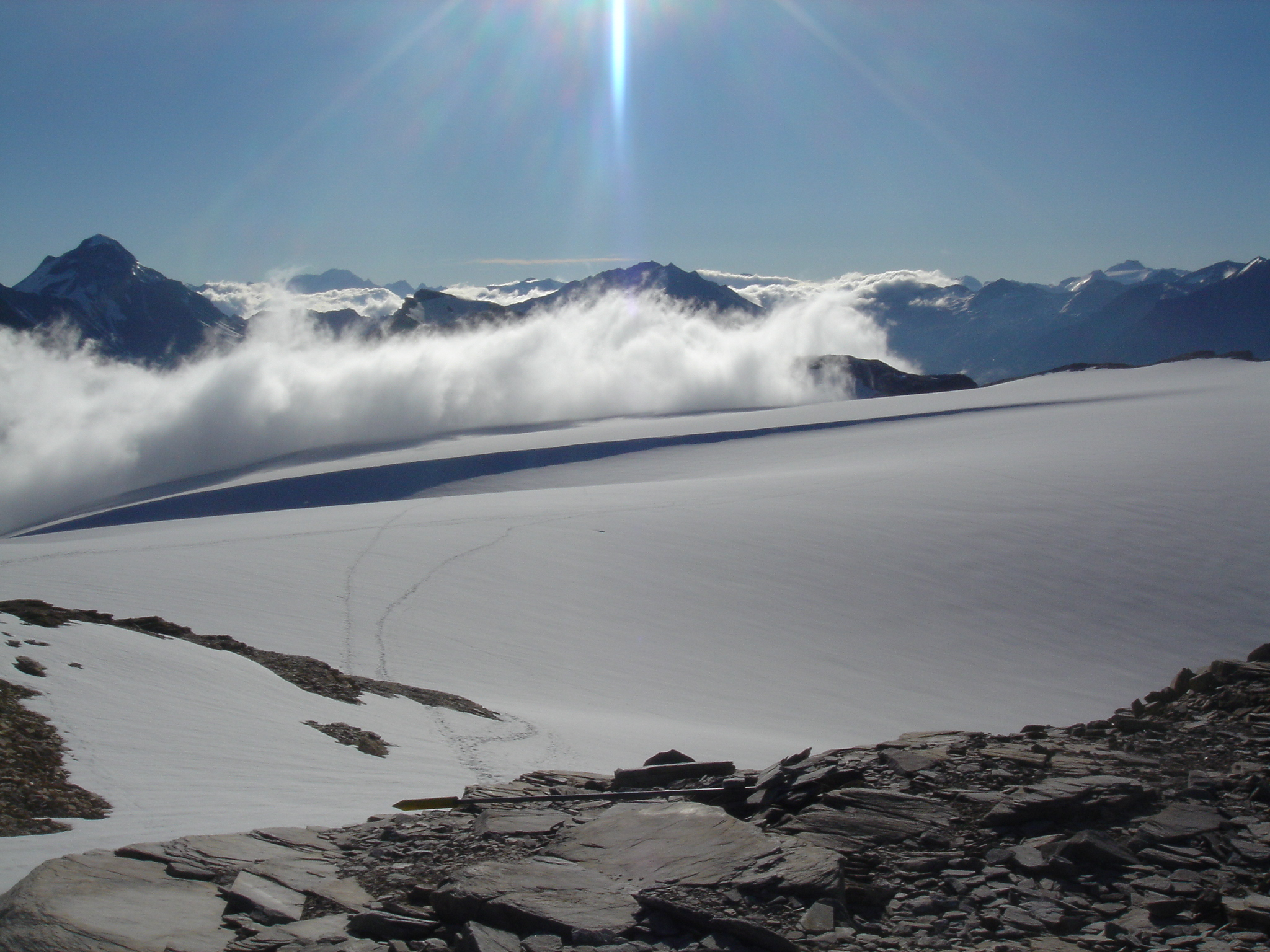
La calotte glaciaire vue de la pointe du Dard.
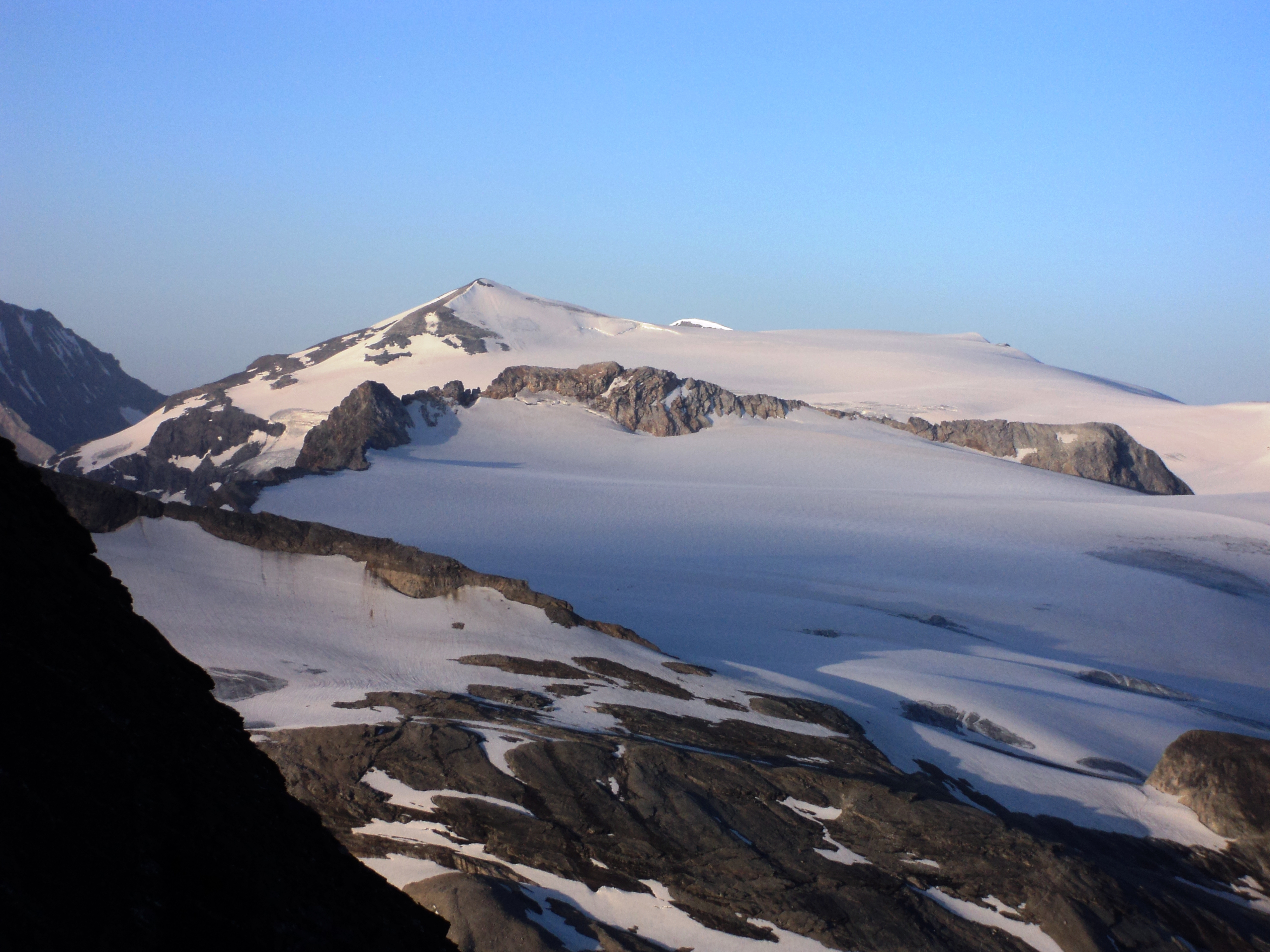
Vue sur les glaciers de la Vanoise : le glacier de la Roche Ferran au centre, avec le dôme de Chasseforêt en arrière-plan à l'horizon.
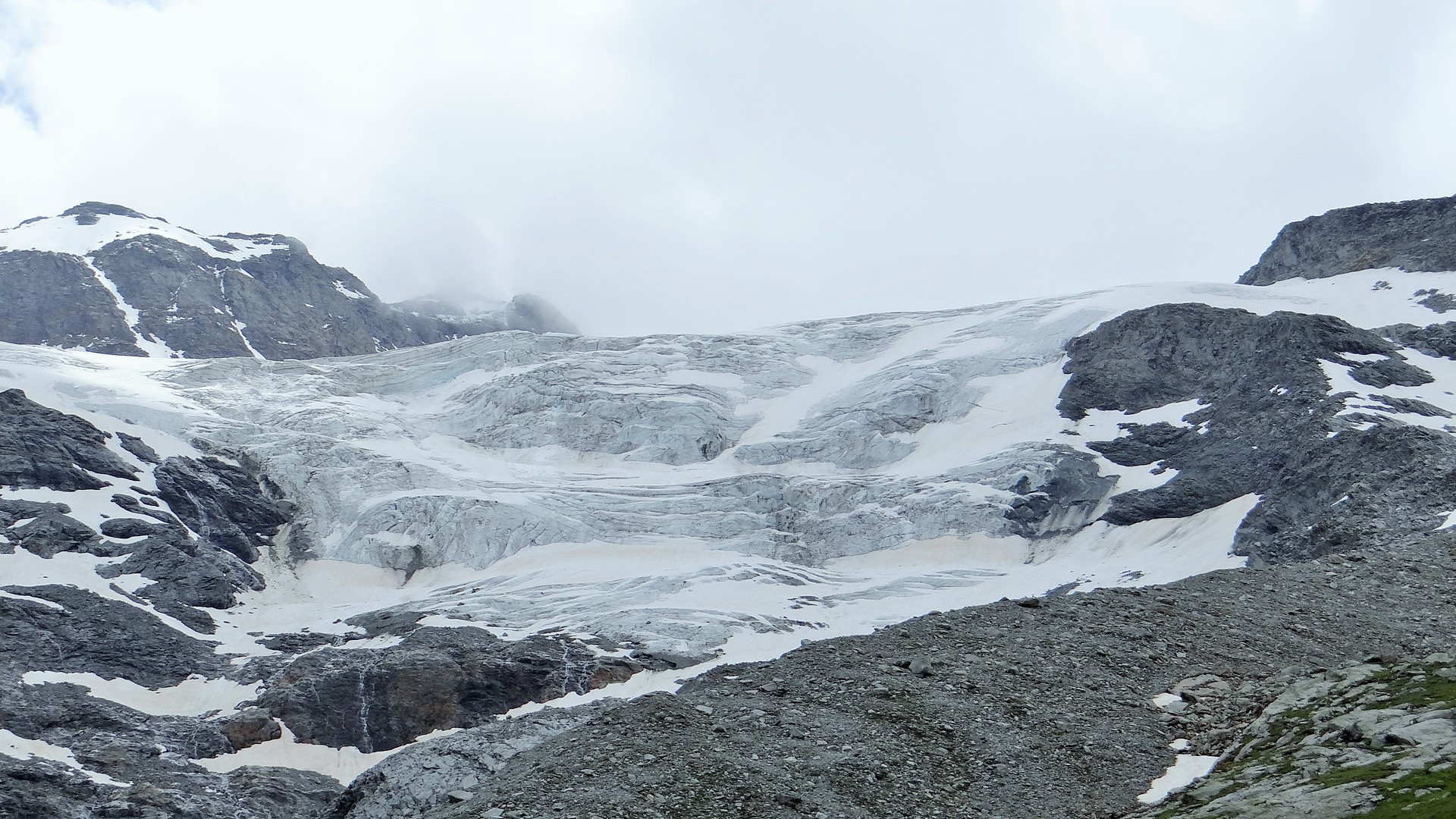
Vue du glacier du Génépy, l'un des glaciers de la Vanoise.
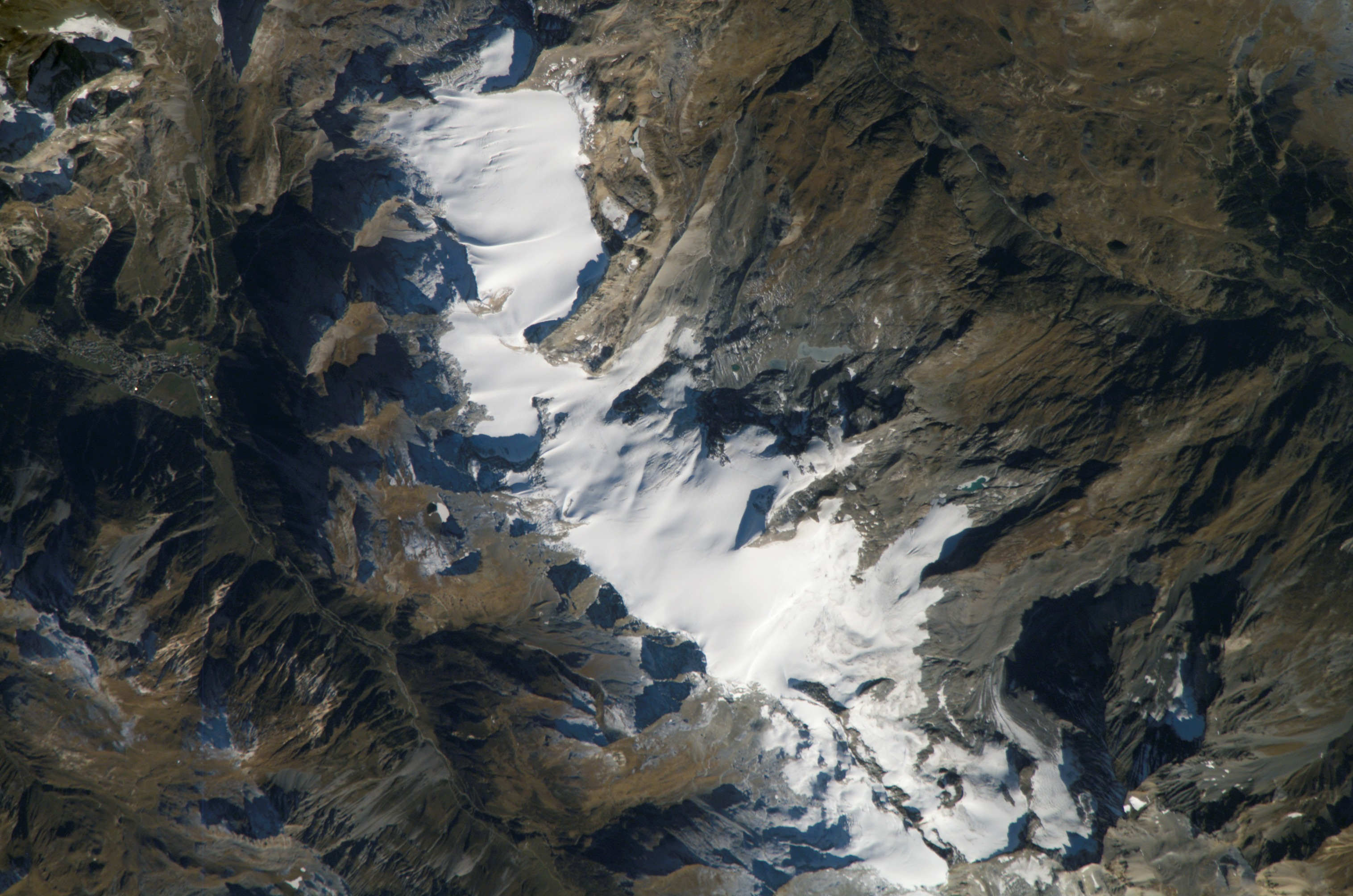
Image satellite des glaciers de la Vanoise.